# Шураков, Денис Дмитриевич
Денис Дмитриевич Шураков (род. 10 февраля 1995, Киров) — российский хоккеист, защитник.

## Биография
Уроженец Кирова, воспитанник нижегородского «Торпедо». В сезонах 2012/13 — 2015/16 — игрок команды МХЛ «Чайка», с сезона 2014/15 также стал выступать за «Саров» в ВХЛ. В сезонах 2015/16 — 2016/17 провёл 26 матчей в КХЛ за «Торпедо». 31 октября 2017 года был обменян в «Югру» на денежную компенсацию Сыграл один матч в КХЛ и 8 за «Рубин» в ВХЛ и 20 декабря вернулся в «Торпедо». Провёл 6 матчей в КХЛ и 20 за «Саров».
Игрок клубов ВХЛ «Сокол» Красноярск (2018/19), «Лада»,
«Молот-Прикамье» и «Южный Урал» (2020/21), «Ермак» и «Нефтяник» Альметьевск (2021/22), «Буран» (2022/23).
В чемпионате Казахстана-2022/23 выступал за «Арлан» и «Хумо» Ташкент.